# 風の街 (小田和正の曲)
「風の街」（かぜのまち）は、2001年3月7日に発売された小田和正通算20作目のシングル。発売元はBMGファンハウス。

## 解説
「woh woh」「19の頃」に続き、JRAのブランド広告“祭り”篇(CM)のために小田が書き下ろした曲。この曲の中で小田が歌詞を語るという試みがなされた。また、コーラスには大友康平（HOUND DOG）、坂本サトル、根本要（スターダスト・レビュー）が参加している。同年5月にリリースしたセルフカヴァー・アルバム『LOOKING BACK 2』の1曲目に収録されている。

## 収録曲
- 作詞・作曲・編曲：小田和正

1. 風の街
2. 夏の別れ
1988年に発表されたオフコース時代の楽曲のセルフカヴァー